# 아르주

아르주의 위치

아르주(튀르키예어: Ağrı ili)는 튀르키예 동부에 위치한 주로, 동아나톨리아 지역에 속한다. 주도는 아르(해발 1,650m에 달하는 고지대에 위치함)이며 면적은 11,376km2, 인구는 571,243명(2006년 기준), 자동차 번호는 04번, 시외전화 지역번호는 0472번이다. 주 이름은 튀르키예에서 가장 높은 산인 아라라트산(해발 5,137m)의 튀르키예어 표기에서 유래된 이름이다.
동쪽으로는 이란과 국경을 접하고 있고 북쪽으로는 카르스주, 북서쪽으로는 에르주룸주, 남서쪽으로는 무슈주와 비틀리스주, 남쪽으로는 반 주, 북동쪽으로는 이디르주와 접하며 8개 군을 관할한다.